# Билка
Билка (болг. Билка) — село в Болгарии. Находится в Бургасской области, входит в общину Руен. Население составляет 519 человек (2022).

## Политическая ситуация
В местном кметстве Билка, в состав которого входит Билка, должность кмета (старосты) исполняет Мехмед Ахмед Мустафа (Движение за права и свободы (ДПС)) по результатам выборов.
Кмет (мэр) общины Руен — Дурхан Мехмед Мустафа (Движение за права и свободы (ДПС)) по результатам выборов.